# Linton Osborne
Linton Osborne (Edimburgo, 1º agosto 1972) è un cantante britannico, conosciuto per essere stato uno dei membri dei Nazareth.

## Biografia
Nato ad Edimburgo nel 1972 fin da bambino praticò kickboxing, prima di appassionarsi alla musica all'età di 13 anni.
Il 22 febbraio 2014, è stato ufficialmente annunciato che Linton si era unito alla rock band Nazareth come cantante, in seguito alla partenza del frontman Dan McCafferty.
Il 12 gennaio 2015, è stato annunciato che i Nazareth stavano cancellando un tour nel Regno Unito a causa di un problema alla gola di Linton. Il 16 gennaio annuncia ufficialmente la sua uscita dalla band.

## Discografia

### Solista
- 2015 - New Means of Escape
- 2017 - Linton Osborne